# Lista över fornlämningar i Eskilstuna kommun (Gillberga)
Lista över fornlämningar i Eskilstuna kommun (Gillberga) är en förteckning av ett urval av de fornlämningar som finns i Gillberga i Eskilstuna kommun.
| Namn                        | Lämningstyp                      | Tillkomsttid | Historisk indelning     | Plats | Läge                 | ID-nr          | Bild                                 |
| --------------------------- | -------------------------------- | ------------ | ----------------------- | ----- | -------------------- | -------------- | ------------------------------------ |
| Gillberga 3:1               | Stensättning                     |              | Gillberga, Södermanland |       | 59.302737, 16.387723 | 10032400030001 | Ladda upp en bild av detta fornminne |
| Gillberga 4:1               | Stensättning                     |              | Gillberga, Södermanland |       | 59.303482, 16.387534 | 10032400040001 | Ladda upp en bild av detta fornminne |
| Gillberga 4:2               | Stensättning                     |              | Gillberga, Södermanland |       | 59.303363, 16.387471 | 10032400040002 | Ladda upp en bild av detta fornminne |
| Gillberga 5:1               | Gravfält                         |              | Gillberga, Södermanland |       | 59.302141, 16.393880 | 10032400050001 | Ladda upp en bild av detta fornminne |
| Gillberga 6:1               | Stensättning                     |              | Gillberga, Södermanland |       | 59.303626, 16.390658 | 10032400060001 | Ladda upp en bild av detta fornminne |
| Gillberga 7:1               | Gravfält                         |              | Gillberga, Södermanland |       | 59.304603, 16.384725 | 10032400070001 | Ladda upp en bild av detta fornminne |
| Gillberga 9:1               | Gravfält                         |              | Gillberga, Södermanland |       | 59.310541, 16.381825 | 10032400090001 | Ladda upp en bild av detta fornminne |
| Gillberga 10:1              | Stensättning                     |              | Gillberga, Södermanland |       | 59.315292, 16.387697 | 10032400100001 | Ladda upp en bild av detta fornminne |
| Gillberga 11:1              | Gravfält                         |              | Gillberga, Södermanland |       | 59.313381, 16.392308 | 10032400110001 | Ladda upp en bild av detta fornminne |
| Gillberga 12:1              | Gravfält                         |              | Gillberga, Södermanland |       | 59.317845, 16.397196 | 10032400120001 | Ladda upp en bild av detta fornminne |
| Gillberga 13:1              | Grav- och boplatsområde          |              | Gillberga, Södermanland |       | 59.319065, 16.382537 | 10032400130001 | Ladda upp en bild av detta fornminne |
| Gillberga 14:1              | Gravfält                         |              | Gillberga, Södermanland |       | 59.322088, 16.381846 | 10032400140001 | Ladda upp en bild av detta fornminne |
| Gillberga 15:1              | Stensättning                     |              | Gillberga, Södermanland |       | 59.323530, 16.387259 | 10032400150001 | Ladda upp en bild av detta fornminne |
| Gillberga 16:1              | Gravfält                         |              | Gillberga, Södermanland |       | 59.324033, 16.384958 | 10032400160001 | Ladda upp en bild av detta fornminne |
| Gillberga 17:1              | Gravfält                         |              | Gillberga, Södermanland |       | 59.304992, 16.378303 | 10032400170001 | Ladda upp en bild av detta fornminne |
| Gillberga 19:3              | Stensättning                     |              | Gillberga, Södermanland |       | 59.324310, 16.419136 | 10032400190003 | Ladda upp en bild av detta fornminne |
| Gillberga 21:1              | Stensättning                     |              | Gillberga, Södermanland |       | 59.323348, 16.416911 | 10032400210001 | Ladda upp en bild av detta fornminne |
| Jättekälla (Gillberga 22:1) | Fornborg                         |              | Gillberga, Södermanland |       | 59.337811, 16.382671 | 10032400220001 | Ladda upp en bild av detta fornminne |
| Gillberga 25:1              | Stensättning                     |              | Gillberga, Södermanland |       | 59.316262, 16.396603 | 10032400250001 | Ladda upp en bild av detta fornminne |
| Gillberga 25:2              | Stensättning                     |              | Gillberga, Södermanland |       | 59.316182, 16.396602 | 10032400250002 | Ladda upp en bild av detta fornminne |
| Gillberga 25:3              | Stensättning                     |              | Gillberga, Södermanland |       | 59.316212, 16.396402 | 10032400250003 | Ladda upp en bild av detta fornminne |
| Gillberga 26:1              | Stensättning                     |              | Gillberga, Södermanland |       | 59.320706, 16.383637 | 10032400260001 | Ladda upp en bild av detta fornminne |
| Gillberga 26:2              | Stensättning                     |              | Gillberga, Södermanland |       | 59.320591, 16.383735 | 10032400260002 | Ladda upp en bild av detta fornminne |
| Gillberga 26:3              | Stensättning                     |              | Gillberga, Södermanland |       | 59.320610, 16.383967 | 10032400260003 | Ladda upp en bild av detta fornminne |
| Gillberga 26:4              | Stensättning                     |              | Gillberga, Södermanland |       | 59.320648, 16.383006 | 10032400260004 | Ladda upp en bild av detta fornminne |
| Gillberga 27:1              | Gravfält                         |              | Gillberga, Södermanland |       | 59.324315, 16.395753 | 10032400270001 | Ladda upp en bild av detta fornminne |
| Gillberga 31:1              | Gravfält                         |              | Gillberga, Södermanland |       | 59.325356, 16.336086 | 10032400310001 | Ladda upp en bild av detta fornminne |
| Gillberga 32:1              | Husgrund, förhistorisk/medeltida |              | Gillberga, Södermanland |       | 59.319477, 16.393307 | 10032400320001 | Ladda upp en bild av detta fornminne |
| Gillberga 32:2              | Husgrund, förhistorisk/medeltida |              | Gillberga, Södermanland |       | 59.319479, 16.392829 | 10032400320002 | Ladda upp en bild av detta fornminne |
| Gillberga 33:1              | Stensättning                     |              | Gillberga, Södermanland |       | 59.319595, 16.389387 | 10032400330001 | Ladda upp en bild av detta fornminne |
| Gillberga 34:1              | Gravfält                         |              | Gillberga, Södermanland |       | 59.320874, 16.320530 | 10032400340001 | Ladda upp en bild av detta fornminne |
| Gillberga 35:3              | Stensättning                     |              | Gillberga, Södermanland |       | 59.320742, 16.319437 | 10032400350003 | Ladda upp en bild av detta fornminne |
| Gillberga 36:1              | Gravfält                         |              | Gillberga, Södermanland |       | 59.317858, 16.374240 | 10032400360001 | Ladda upp en bild av detta fornminne |
| Gillberga 37:1              | Gravfält                         |              | Gillberga, Södermanland |       | 59.319406, 16.368412 | 10032400370001 | Ladda upp en bild av detta fornminne |
| Gillberga 38:1              | Hög                              |              | Gillberga, Södermanland |       | 59.317824, 16.366627 | 10032400380001 | Ladda upp en bild av detta fornminne |
| Gillberga 40:1              | Gravfält                         |              | Gillberga, Södermanland |       | 59.325236, 16.303669 | 10032400400001 | Ladda upp en bild av detta fornminne |
| Gillberga 41:1              | Stensättning                     |              | Gillberga, Södermanland |       | 59.324586, 16.303141 | 10032400410001 | Ladda upp en bild av detta fornminne |
| Gillberga 42:1              | Gravfält                         |              | Gillberga, Södermanland |       | 59.324859, 16.301027 | 10032400420001 | Ladda upp en bild av detta fornminne |
| Gillberga 44:1              | Gravfält                         |              | Gillberga, Södermanland |       | 59.319559, 16.385943 | 10032400440001 | Ladda upp en bild av detta fornminne |
| Gillberga 45:1              | Röse                             |              | Gillberga, Södermanland |       | 59.318798, 16.390609 | 10032400450001 | Ladda upp en bild av detta fornminne |
| Gillberga 45:2              | Röse                             |              | Gillberga, Södermanland |       | 59.318780, 16.390972 | 10032400450002 | Ladda upp en bild av detta fornminne |
| Gillberga 45:3              | Stensättning                     |              | Gillberga, Södermanland |       | 59.318761, 16.391317 | 10032400450003 | Ladda upp en bild av detta fornminne |
| Gillberga 46:1              | Gravfält                         |              | Gillberga, Södermanland |       | 59.338903, 16.296758 | 10032400460001 | Ladda upp en bild av detta fornminne |
| Gillberga 49:1              | Gravfält                         |              | Gillberga, Södermanland |       | 59.329245, 16.300795 | 10032400490001 | Ladda upp en bild av detta fornminne |
| Gillberga 51:1              | Stensättning                     |              | Gillberga, Södermanland |       | 59.328850, 16.300902 | 10032400510001 | Ladda upp en bild av detta fornminne |
| Gillberga 51:2              | Stensättning                     |              | Gillberga, Södermanland |       | 59.328870, 16.300182 | 10032400510002 | Ladda upp en bild av detta fornminne |
| Gillberga 51:3              | Stensättning                     |              | Gillberga, Södermanland |       | 59.328908, 16.299831 | 10032400510003 | Ladda upp en bild av detta fornminne |
| Gillberga 53:1              | Gravfält                         |              | Gillberga, Södermanland |       | 59.340884, 16.307995 | 10032400530001 | Ladda upp en bild av detta fornminne |
| Gillberga 54:1              | Stensättning                     |              | Gillberga, Södermanland |       | 59.341896, 16.297530 | 10032400540001 | Ladda upp en bild av detta fornminne |
| Gillberga 55:1              | Stensättning                     |              | Gillberga, Södermanland |       | 59.279349, 16.370010 | 10032400550001 | Ladda upp en bild av detta fornminne |
| Gillberga 55:2              | Stensättning                     |              | Gillberga, Södermanland |       | 59.279239, 16.370198 | 10032400550002 | Ladda upp en bild av detta fornminne |
| Gillberga 57:1              | Stensättning                     |              | Gillberga, Södermanland |       | 59.294132, 16.351772 | 10032400570001 | Ladda upp en bild av detta fornminne |
| Gillberga 59:1              | Stensättning                     |              | Gillberga, Södermanland |       | 59.329037, 16.404721 | 10032400590001 | Ladda upp en bild av detta fornminne |
| Gillberga 59:2              | Röse                             |              | Gillberga, Södermanland |       | 59.329054, 16.404357 | 10032400590002 | Ladda upp en bild av detta fornminne |
| Gillberga 59:3              | Stensättning                     |              | Gillberga, Södermanland |       | 59.328875, 16.403529 | 10032400590003 | Ladda upp en bild av detta fornminne |
| Gillberga 60:1              | Gravfält                         |              | Gillberga, Södermanland |       | 59.326694, 16.390108 | 10032400600001 | Ladda upp en bild av detta fornminne |
| Gillberga 61:1              | Gravfält                         |              | Gillberga, Södermanland |       | 59.327694, 16.390466 | 10032400610001 | Ladda upp en bild av detta fornminne |
| Gillberga 62:1              | Stensättning                     |              | Gillberga, Södermanland |       | 59.327654, 16.392712 | 10032400620001 | Ladda upp en bild av detta fornminne |
| Gillberga 62:2              | Stensättning                     |              | Gillberga, Södermanland |       | 59.327503, 16.392957 | 10032400620002 | Ladda upp en bild av detta fornminne |
| Gillberga 62:3              | Stensättning                     |              | Gillberga, Södermanland |       | 59.327633, 16.393107 | 10032400620003 | Ladda upp en bild av detta fornminne |
| Gillberga 62:4              | Stensättning                     |              | Gillberga, Södermanland |       | 59.327584, 16.393346 | 10032400620004 | Ladda upp en bild av detta fornminne |
| Gillberga 63:1              | Stensättning                     |              | Gillberga, Södermanland |       | 59.326873, 16.393853 | 10032400630001 | Ladda upp en bild av detta fornminne |
| Gillberga 64:3              | Stensättning                     |              | Gillberga, Södermanland |       | 59.327478, 16.393972 | 10032400640003 | Ladda upp en bild av detta fornminne |
| Gillberga 64:4              | Stensättning                     |              | Gillberga, Södermanland |       | 59.327541, 16.394197 | 10032400640004 | Ladda upp en bild av detta fornminne |
| Gillberga 66:1              | Stensättning                     |              | Gillberga, Södermanland |       | 59.328022, 16.396320 | 10032400660001 | Ladda upp en bild av detta fornminne |
| Gillberga 67:1              | Stensättning                     |              | Gillberga, Södermanland |       | 59.326401, 16.397794 | 10032400670001 | Ladda upp en bild av detta fornminne |
| Gillberga 68:2              | Stensättning                     |              | Gillberga, Södermanland |       | 59.326534, 16.398763 | 10032400680002 | Ladda upp en bild av detta fornminne |
| Gillberga 69:2              | Röse                             |              | Gillberga, Södermanland |       | 59.327555, 16.418931 | 10032400690002 | Ladda upp en bild av detta fornminne |
| Gillberga 70:1              | Röse                             |              | Gillberga, Södermanland |       | 59.327356, 16.417188 | 10032400700001 | Ladda upp en bild av detta fornminne |
| Gillberga 71:1              | Stensättning                     |              | Gillberga, Södermanland |       | 59.325631, 16.415538 | 10032400710001 | Ladda upp en bild av detta fornminne |
| Gillberga 73:1              | Stensättning                     |              | Gillberga, Södermanland |       | 59.324677, 16.409229 | 10032400730001 | Ladda upp en bild av detta fornminne |
| Gillberga 73:2              | Stensättning                     |              | Gillberga, Södermanland |       | 59.324550, 16.409339 | 10032400730002 | Ladda upp en bild av detta fornminne |
| Gillberga 77:1              | Röse                             |              | Gillberga, Södermanland |       | 59.318471, 16.378990 | 10032400770001 | Ladda upp en bild av detta fornminne |
| Gillberga 77:4              | Stensättning                     |              | Gillberga, Södermanland |       | 59.318797, 16.378965 | 10032400770004 | Ladda upp en bild av detta fornminne |
| Gillberga 77:6              | Stensättning                     |              | Gillberga, Södermanland |       | 59.319118, 16.379254 | 10032400770006 | Ladda upp en bild av detta fornminne |
| Gillberga 78:1              | Stensättning                     |              | Gillberga, Södermanland |       | 59.318494, 16.387111 | 10032400780001 | Ladda upp en bild av detta fornminne |
| Gillberga 79:1              | Gravfält                         |              | Gillberga, Södermanland |       | 59.319001, 16.393022 | 10032400790001 | Ladda upp en bild av detta fornminne |
| Gillberga 82:1              | Stensättning                     |              | Gillberga, Södermanland |       | 59.327064, 16.389217 | 10032400820001 | Ladda upp en bild av detta fornminne |
| Gillberga 82:2              | Stensättning                     |              | Gillberga, Södermanland |       | 59.326861, 16.389415 | 10032400820002 | Ladda upp en bild av detta fornminne |
| Gillberga 83:1              | Gravfält                         |              | Gillberga, Södermanland |       | 59.327920, 16.387963 | 10032400830001 | Ladda upp en bild av detta fornminne |
| Gillberga 84:1              | Stensättning                     |              | Gillberga, Södermanland |       | 59.326481, 16.391197 | 10032400840001 | Ladda upp en bild av detta fornminne |
| Gillberga 84:2              | Stensättning                     |              | Gillberga, Södermanland |       | 59.326354, 16.391280 | 10032400840002 | Ladda upp en bild av detta fornminne |
| Gillberga 84:3              | Stensättning                     |              | Gillberga, Södermanland |       | 59.326312, 16.391032 | 10032400840003 | Ladda upp en bild av detta fornminne |
| Gillberga 84:4              | Stensättning                     |              | Gillberga, Södermanland |       | 59.326281, 16.390868 | 10032400840004 | Ladda upp en bild av detta fornminne |
| Gillberga 85:1              | Stensättning                     |              | Gillberga, Södermanland |       | 59.311757, 16.377251 | 10032400850001 | Ladda upp en bild av detta fornminne |
| Gillberga 87:1              | Stensättning                     |              | Gillberga, Södermanland |       | 59.322398, 16.361525 | 10032400870001 | Ladda upp en bild av detta fornminne |
| Gillberga 91:1              | Gravfält                         |              | Gillberga, Södermanland |       | 59.303818, 16.380528 | 10032400910001 | Ladda upp en bild av detta fornminne |
| Gillberga 92:1              | Gravfält                         |              | Gillberga, Södermanland |       | 59.304072, 16.381570 | 10032400920001 | Ladda upp en bild av detta fornminne |
| Gillberga 93:1              | Gravfält                         |              | Gillberga, Södermanland |       | 59.304376, 16.379008 | 10032400930001 | Ladda upp en bild av detta fornminne |
| Gillberga 99:1              | Stensättning                     |              | Gillberga, Södermanland |       | 59.321244, 16.322288 | 10032400990001 | Ladda upp en bild av detta fornminne |
| Gillberga 100:1             | Stensättning                     |              | Gillberga, Södermanland |       | 59.310123, 16.305985 | 10032401000001 | Ladda upp en bild av detta fornminne |
| Gillberga 102:1             | Gravfält                         |              | Gillberga, Södermanland |       | 59.321699, 16.428242 | 10032401020001 | Ladda upp en bild av detta fornminne |
| Gillberga 103:1             | Gravfält                         |              | Gillberga, Södermanland |       | 59.337988, 16.421816 | 10032401030001 | Ladda upp en bild av detta fornminne |
| Gillberga 105:1             | Stensättning                     |              | Gillberga, Södermanland |       | 59.302965, 16.374710 | 10032401050001 | Ladda upp en bild av detta fornminne |
| Gillberga 106:1             | Stensättning                     |              | Gillberga, Södermanland |       | 59.302464, 16.375446 | 10032401060001 | Ladda upp en bild av detta fornminne |
| Gillberga 119:1             | Gravfält                         |              | Gillberga, Södermanland |       | 59.299873, 16.359877 | 10032401190001 | Ladda upp en bild av detta fornminne |
| Gillberga 121:1             | Stensättning                     |              | Gillberga, Södermanland |       | 59.302877, 16.339634 | 10032401210001 | Ladda upp en bild av detta fornminne |
| Gillberga 124:1             | Stensättning                     |              | Gillberga, Södermanland |       | 59.316345, 16.340554 | 10032401240001 | Ladda upp en bild av detta fornminne |
| Gillberga 126:1             | Gravfält                         |              | Gillberga, Södermanland |       | 59.315487, 16.338546 | 10032401260001 | Ladda upp en bild av detta fornminne |
| Gillberga 128:1             | Stensättning                     |              | Gillberga, Södermanland |       | 59.327093, 16.430203 | 10032401280001 | Ladda upp en bild av detta fornminne |
| Gillberga 132:1             | Gravfält                         |              | Gillberga, Södermanland |       | 59.310386, 16.359701 | 10032401320001 | Ladda upp en bild av detta fornminne |
| Gillberga 136:1             | Stensättning                     |              | Gillberga, Södermanland |       | 59.331527, 16.304981 | 10032401360001 | Ladda upp en bild av detta fornminne |
| Gillberga 140:1             | Stensättning                     |              | Gillberga, Södermanland |       | 59.292529, 16.347224 | 10032401400001 | Ladda upp en bild av detta fornminne |
| Gillberga 147:1             | Stensättning                     |              | Gillberga, Södermanland |       | 59.277812, 16.362865 | 10032401470001 | Ladda upp en bild av detta fornminne |
| Gillberga 148:1             | Stensättning                     |              | Gillberga, Södermanland |       | 59.278011, 16.364077 | 10032401480001 | Ladda upp en bild av detta fornminne |
| Gillberga 151:1             | Stensättning                     |              | Gillberga, Södermanland |       | 59.304476, 16.361329 | 10032401510001 | Ladda upp en bild av detta fornminne |
| Gillberga 152:1             | Stensättning                     |              | Gillberga, Södermanland |       | 59.297059, 16.354867 | 10032401520001 | Ladda upp en bild av detta fornminne |
| Gillberga 152:2             | Stensättning                     |              | Gillberga, Södermanland |       | 59.297054, 16.355257 | 10032401520002 | Ladda upp en bild av detta fornminne |
| Gillberga 152:4             | Stensättning                     |              | Gillberga, Södermanland |       | 59.296685, 16.355246 | 10032401520004 | Ladda upp en bild av detta fornminne |
| Gillberga 155:1             | Gravfält                         |              | Gillberga, Södermanland |       | 59.296961, 16.351508 | 10032401550001 | Ladda upp en bild av detta fornminne |
| Gillberga 157:1             | Stensättning                     |              | Gillberga, Södermanland |       | 59.300006, 16.376773 | 10032401570001 | Ladda upp en bild av detta fornminne |
| Gillberga 157:2             | Stensättning                     |              | Gillberga, Södermanland |       | 59.300115, 16.376704 | 10032401570002 | Ladda upp en bild av detta fornminne |
| Gillberga 158:1             | Stensättning                     |              | Gillberga, Södermanland |       | 59.299673, 16.378116 | 10032401580001 | Ladda upp en bild av detta fornminne |
| Gillberga 161:1             | Stensättning                     |              | Gillberga, Södermanland |       | 59.301710, 16.362079 | 10032401610001 | Ladda upp en bild av detta fornminne |
| Gillberga 164:1             | Stensättning                     |              | Gillberga, Södermanland |       | 59.306006, 16.368043 | 10032401640001 | Ladda upp en bild av detta fornminne |
| Gillberga 165:1             | Stensättning                     |              | Gillberga, Södermanland |       | 59.305520, 16.370339 | 10032401650001 | Ladda upp en bild av detta fornminne |
| Gillberga 166:1             | Stensättning                     |              | Gillberga, Södermanland |       | 59.309039, 16.373155 | 10032401660001 | Ladda upp en bild av detta fornminne |
| Gillberga 170:1             | Stensättning                     |              | Gillberga, Södermanland |       | 59.311771, 16.360618 | 10032401700001 | Ladda upp en bild av detta fornminne |
| Gillberga 171:1             | Stensättning                     |              | Gillberga, Södermanland |       | 59.320820, 16.388535 | 10032401710001 | Ladda upp en bild av detta fornminne |
| Gillberga 177:1             | Husgrund, historisk tid          |              | Gillberga, Södermanland |       | 59.273075, 16.292318 | 10032401770001 | Ladda upp en bild av detta fornminne |
| Husby-Rekarne 26:1          | Röse                             |              | Gillberga, Södermanland |       | 59.278442, 16.410712 | 10033400260001 | Ladda upp en bild av detta fornminne |
| Husby-Rekarne 27:1          | Stensättning                     |              | Gillberga, Södermanland |       | 59.277821, 16.404412 | 10033400270001 | Ladda upp en bild av detta fornminne |
| Husby-Rekarne 27:2          | Stensättning                     |              | Gillberga, Södermanland |       | 59.277699, 16.404468 | 10033400270002 | Ladda upp en bild av detta fornminne |
| Husby-Rekarne 27:3          | Stensättning                     |              | Gillberga, Södermanland |       | 59.277637, 16.404624 | 10033400270003 | Ladda upp en bild av detta fornminne |
| Husby-Rekarne 29:1          | Röse                             |              | Gillberga, Södermanland |       | 59.282642, 16.392930 | 10033400290001 | Ladda upp en bild av detta fornminne |
| Husby-Rekarne 29:2          | Stensättning                     |              | Gillberga, Södermanland |       | 59.282610, 16.393023 | 10033400290002 | Ladda upp en bild av detta fornminne |
| Husby-Rekarne 38:1          | Stensättning                     |              | Gillberga, Södermanland |       | 59.275021, 16.399327 | 10033400380001 | Ladda upp en bild av detta fornminne |
| Husby-Rekarne 38:2          | Stensättning                     |              | Gillberga, Södermanland |       | 59.275054, 16.399578 | 10033400380002 | Ladda upp en bild av detta fornminne |